# Biurowiec Rodan Systems
Biurowiec Rodan Systems – budynek biurowy znajdujący się przy ul. Puławskiej 465 w Warszawie.

## Położenie i charakterystyka
Budynek znajduje się przy ul. Puławskiej 465 przy skrzyżowaniu z ul. Kormoranów w dzielnicy Ursynów, na terenie obszaru MSI Pyry. Został zaprojektowany wraz z wnętrzami w 1997 roku w pracowni architektonicznej Staniszkis-Architekt. Głównymi architektami byli Magdalena Staniszkis, Piotr Mrugalski, Magdalena Jarczewska i Przemysław Sacewicz. Za konstrukcję odpowiedzialny był Krzysztof Guraj a za projekt zieleni – Barbara Krauss-Galińska.
Budynek powstał w latach 1997–1998 z przeznaczeniem na siedzibę inwestora – spółki Rodan Systems działającej w branży informatycznej.

## Architektura
Inwestycję zrealizowano na działce o powierzchni 5210 m². Kubatura budynku to 7040 m³, powierzchnia całkowita 2212 m², a użytkowa 1768 m². Zaprojektowano 50 miejsc parkingowych.
Budynek ma trzy kondygnacje nadziemne, brak części podziemnej. Jego konstrukcja wykonana jest w technologii monolitycznej. Ma układ trójtraktowy z dwoma pionami klatek schodowych. Rzut budynku dzieli się na dwa nieregularne załamane segmenty, które są połączone częścią centralną mieszczącą hol główny. Jego kształt wynika w dużej mierze z trójkątnego kształtu działki. Korytarze oraz funkcje techniczne zlokalizowano od strony ulicy Puławskiej, natomiast pomieszczenia biurowe oraz jadalnia, biblioteka i sale konferencyjne zaplanowane po przeciwnej stronie mają widok na zaaranżowany na potrzebę inwestycji ogród (porośnięty m.in. brzozami) oraz zabudowę jednorodzinną. Stworzono w ten sposób kurtynę akustyczną. Południowa część budynku zakończona jest ostrym narożnikiem znajdującym się na dwukondygnacyjnym podcięciu. Mieści on przeszklone „gniazdo dyrektorskie”.
Najbardziej charakterystycznym detalem architektonicznym budynku są małe kwadratowe i głęboko osadzone okna ułożone najczęściej po dwa na każdą kondygnację na fasadzie od strony ul. Puławskiej. Mają one dwa rozmiary 60 × 60 cm i 90 × 90 cm. W założeniu ich układ ma przypominać perforowaną taśmę, która była wykorzystywane w początkach informatyki do przechowywania danych, co nawiązuje do przedmiotu działalności inwestora. Dodatkowo powodują one, że budynek wydaje się być większym niż w rzeczywistości jest. Elewację budynku tworzy surowa, szara betonowa cegła. Umieszczono na niej siatkę ze stali nierdzewnej, którą pokrywają pnącza winorośli Vitis riparia.

## Nagrody i odbiór
Budynek otrzymał nagrodę I stopnia Ministra Spraw Wewnętrznych i Administracji za 1999 rok. Był nominowany do nagrody Życie w Architekturze organizowanej przez czasopismo „Architektura-Murator” w kategorii budynków użyteczności publicznej za okres 1989–1999. W 2006 roku został zaliczony do 20 najbardziej przełomowych „ikon polskiej architektury” wybudowanych po 1989 roku. Znalazł się również w katalogu wystawy „Plany na przyszłość” z 2000 roku wśród przykładów przemian architektonicznych stolicy poprzednich 10 lat.
Budynek został ujęty w książce Aleksandry Stępień-Dąbrowskiej „Jakby luksusowo. Przewodnik po architekturze Warszawy lat 90.” wśród 94 wyselekcjonowanych i opisanych obiektów w Warszawie, które najpełniej ukazują styl architektoniczny, trendy i różnorodność architektoniczną tego okresu w stolicy. Został także wybrany przez Martę Leśniakowską do katalogu 230 budynków (z ogólnej liczby 450) z lat 1989–2001, które najlepiej oddają styl architektoniczny tego przedziału czasowego lub są cenne z punktu widzenia artystycznego i architektonicznego. Zdjęcie budynku znalazło się na okładce tej publikacji (wydanej w 2002 roku).
Biurowiec Rodan System wraz z otoczeniem i elementami zagospodarowania został też zaliczony do dóbr kultury współczesnej Warszawy w projekcie studium uwarunkowań i kierunków zagospodarowania przestrzennego Warszawy z 2023 roku.
Budynek w momencie powstania znacząco się wyróżniał na tle powstających mu współcześnie warszawskich biurowców. Nie dominuje w nim szkło oraz stal. Jest bliższy architekturze skandynawskiej czy szwajcarskiej niż architekturze Las Vegas czy Kuwejtu. Konrad Kucza-Kuczyński uznał, że autorom projektu należą się za to gratulacje. Krytycy dostrzegają w budynku nawiązanie do warszawskich realizacji Bohdana Pniewskiego lub Romualda Gutta, jak również architektury tworzonej przez Petera Zumthora czy biuro architektoniczne Herzog & de Meuron.

## Inne informacje
W latach 1999–2000 w tej samej pracowni architektonicznej powstał projekt zabudowy sąsiedniej działki kolejnym budynkiem dla tego samego inwestora o roboczej nazwie Rodan 2. Ostatecznie w miejscu tym, pod adresem ul. Puławska 457, powstał w 2015 roku budynek biurowy Kampus Digital Knowledge Village.

## Galeria
| - Południowy, ostry narożnik budynku z przeszkolonym „gniazdem dyrektorskim” na podcięciu - Główne wejście do budynku od strony ul. Puławskiej |